# Peter Fraser
Pour les articles homonymes, voir Fraser.
Peter Fraser, né le 28 août 1884 dans le village de Fearn dans les Highlands d'Écosse au Royaume-Uni et mort le 12 décembre 1950 à Wellington, est un syndicaliste et homme d'État néo-zélandais. Membre du Parti travailliste, il est Premier ministre de Nouvelle-Zélande du 30 mars 1940 au 13 décembre 1949, et dirige donc le pays durant la majeure partie de la Seconde Guerre mondiale. Parfois autoritaire et impatient, il ne possède pas le charisme de son prédécesseur Michael Savage, pour lequel des générations de Néo-Zélandais vouent une profonde affection ; par comparaison, Fraser n'est pas resté une grande figure dans la mémoire populaire. À la suite de sa conduite du pays en temps de guerre, il se contente essentiellement de gérer l'État-providence établi par Savage.

## Jeunesse
Fils d'un cordonnier, Peter Fraser ne bénéficie que d'une éducation rudimentaire avant de devoir contribuer à subvenir aux besoins de la famille. Il devient apprenti charpentier, mais continue à s'éduquer en lisant des ouvrages d'économie, ainsi que les ouvrages du poète écossais Robert Burns, ceux du fondateur du mouvement politique ouvrier britannique Keir Hardie, ou encore ceux de l'écrivain socialiste anglais Robert Blatchford. Ses problèmes de vue le contraignent à mettre un terme à son apprentissage, et il part à Londres chercher en vain du travail. En 1910, attiré par les politiques sociales progressistes de la Nouvelle-Zélande (qui fait alors figure de « laboratoire social du monde » et de « paradis des travailleurs »), et espérant trouver du travail dans une société coloniale dynamique, il émigre. Il arrive à Auckland en janvier 1911, et travaille bientôt sur les docks de cette ville portuaire.
Ses problèmes de vue demeurent tout au long de sa vie. Lorsqu'il est premier ministre, ses difficultés à lire l'amènent à demander à ses collaborateurs des rapports oraux plutôt qu'écrits. Il demeure néanmoins un lecteur vorace, à la fois de littérature et d'ouvrages historiques, qu'il est contraint de tenir au plus proche de ses yeux, portant d'épaisses lunettes.

## Carrière syndicale et politique

### Débuts
Après ses lectures socialistes en Écosse et ses rencontres dans les milieux syndicaux à Londres, Fraser rejoint en 1908 le Parti travailliste indépendant. Arrivé en Nouvelle-Zélande, il se joint au Parti socialiste (en), et s'implique très activement dans le milieu syndical. Bon orateur, doté d'un bon sens de la répartie, il est élu à la tête du syndicat général des ouvriers d'Auckland (Auckland General Labourers' Union). En juillet 1911, il lance avec succès une grève qui aboutit à une amélioration des salaires et des conditions de travail pour les ouvriers d'une importante entreprise de ciment. Il devient l'un des principaux membres de la Fédération du Travail de Nouvelle-Zélande, mouvement syndical militant surnommé la Red Fed, et organise son soutien aux mineurs grévistes en 1912 (en). Le gouvernement conservateur de William Massey adopte une position de fermeté face aux grévistes ; Fraser et ses camarades renoncent à la confrontation et cherchent à négocier, ce qui est perçu comme un échec.
Aux élections législatives de 1911, il est le directeur de campagne pour Michael Savage, le candidat du Parti socialiste pour la circonscription du centre d'Auckland. Savage est battu - mais sera, un quart de siècle plus tard, le fondateur de l'État-providence en Nouvelle-Zélande, et travaillera à nouveau avec Fraser. Fraser est l'un des fondateurs du Parti social-démocrate (en), issu de la mouvance syndicale, en 1913. Cette même année, avec ses camarades de la Red Fed, il est l'un des dirigeants de la Grande Grève générale de 1913 (en). Le 11 novembre, il est arrêté pour trouble à l'ordre public. La grève est un échec, se heurtant à nouveau à l'intransigeance du premier ministre William Massey.
En 1916, il participe à la fondation du Parti travailliste, et est élu membre de l'exécutif du parti. Il s'oppose à la participation de la Nouvelle-Zélande à la Première Guerre mondiale, qu'il juge impérialiste. Il milite contre la conscription introduite en 1916, et est arrêté en décembre pour sédition, avec plusieurs autres dirigeants du parti. Il est condamné à un an de prison, et purge sa peine intégralement.

### Député
En octobre 1918, il est élu député de la circonscription du centre de Wellington, lors d'une élection partielle. Il représentera cette circonscription à la Chambre des représentants jusqu'à sa mort en 1950. La même année, il contribue à organiser l'aide apportée aux nombreuses victimes de la pandémie de grippe espagnole à Wellington. Il acquiert la réputation d'un homme engagé au plus proche des citoyens dans sa circonscription. En 1919 il devient l'éditeur du Maoriland Worker, le journal officiel du Parti travailliste. Cette même année, il épouse Janet Henderson, elle-même engagée au sein du parti.

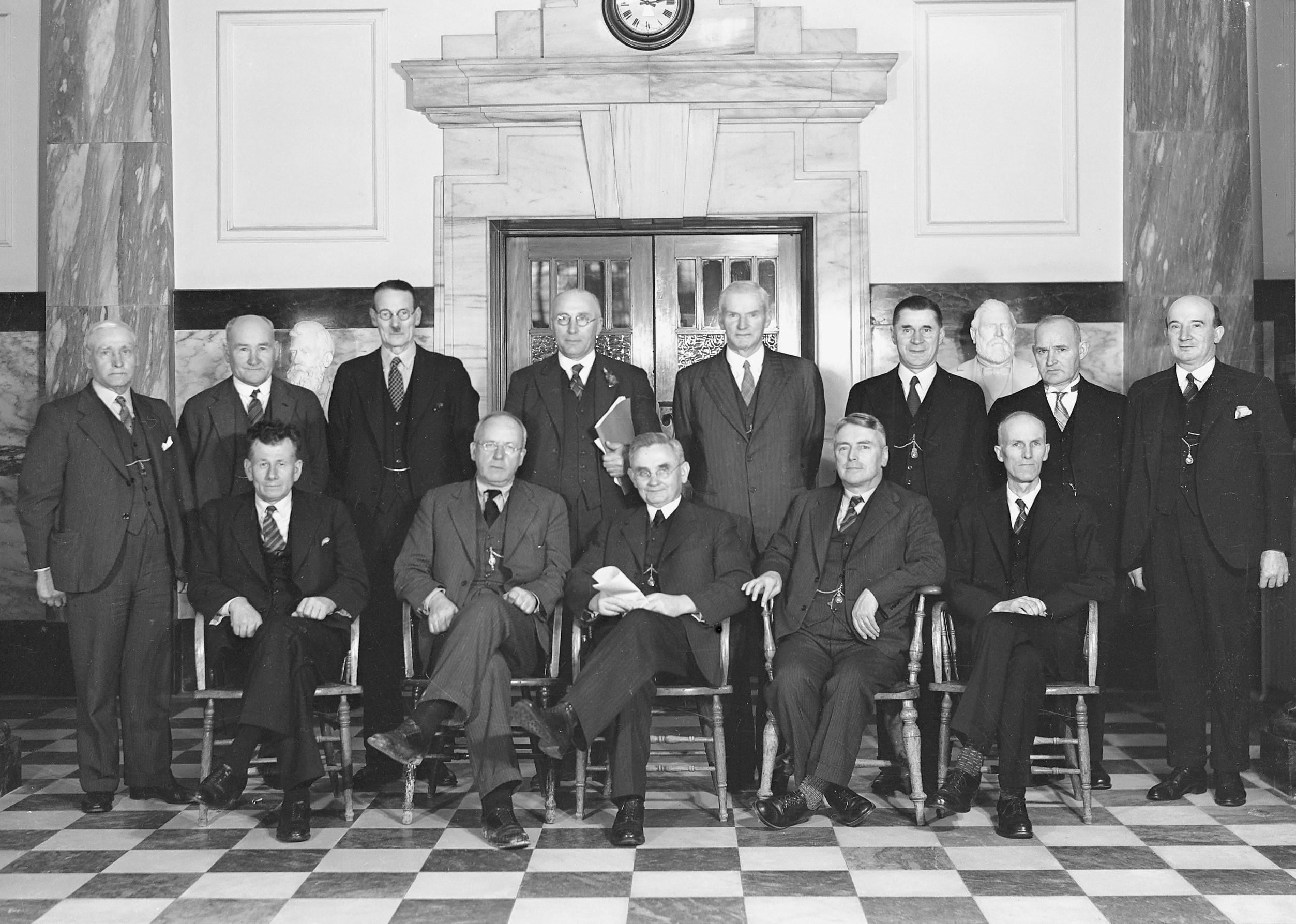
Le gouvernement de Michael Savage (assis au centre) en 1935. Peter Fraser est à ses côtés, assis deuxième en partant de la gauche.

En 1919 également, il devient secrétaire national du Parti travailliste, qui est dirigé par Harry Holland. Il a désormais tourné le dos aux idées d'action directe, préférant la voie parlementaire pour l'avancée des idées socialistes. Brièvement enthousiasmé par la révolution russe de 1917, il déchante rapidement, et s'oppose à la participation de communistes au Parti travailliste. En 1933, il devient vice-président du parti, sous Michael Savage.

### Ministre
Les Travaillistes remportent les élections législatives de 1935, leur première victoire, et Michael Savage devient premier ministre. Peter Fraser, nommé ministre de la Santé, de l'Éducation, de la Marine et de la Police, est le numéro deux du gouvernement. Il accroît le financement à l'éducation, et facilite l'accès à l'enseignement secondaire. Sa loi Social Security Act, en 1938, établit la quasi-gratuité des soins de santé.
Lorsque éclate la Seconde Guerre mondiale en septembre 1939, Michael Savage est mourant ; Fraser dirige de facto le gouvernement. Savage décède le 27 mars, et le parti choisit Fraser pour lui succéder à la tête du gouvernement.

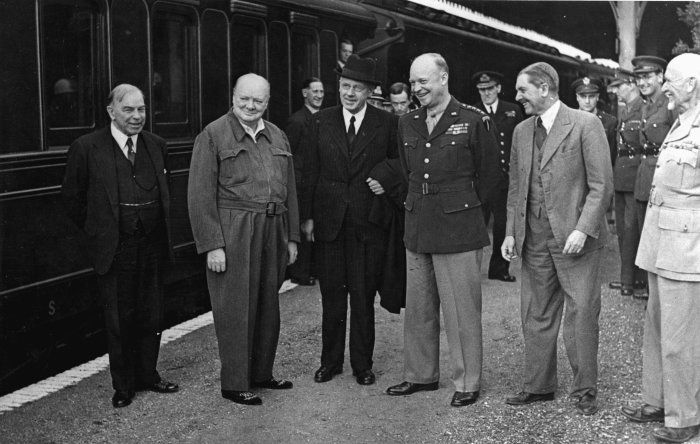
Mackenzie King (Canada), Winston Churchill (Royaume-Uni), Peter Fraser (Nouvelle-Zélande), Dwight D. Eisenhower (États-Unis), Godfrey Huggins (Rhodésie du Sud) et Jan Smuts (Afrique du Sud) en Angleterre en juin 1944, s'apprêtant à inspecter les troupes alliées avant le débarquement de Normandie.

### Premier ministre
Peter Fraser dirige le pays de manière autoritaire durant la guerre. Il introduit une importante politique de censure, ainsi que la conscription - à laquelle il s'était si vivement opposé durant la guerre précédente. Il exige et obtient du gouvernement britannique d'être consulté avant tout déploiement des forces néo-zélandaises, placées sous commandement impérial. Lorsque le Japon entre en guerre contre les alliés en décembre 1941, l'Australie rappelle ses forces d'Europe et d'Afrique du nord pour les consacrer à sa propre défense. Fraser hésite, puis décide de ne pas faire de même. Il obtient l'accord du Parlement pour que les forces néo-zélandaises demeurent sur le principal théâtre de la guerre, étant attendu que les Américains assureraient la défense du Pacifique. À ce titre, il établit des relations diplomatiques officielles avec les États-Unis ; jusque lors, la Nouvelle-Zélande s'était concentrée presque exclusivement sur ses relations avec le Royaume-Uni.
En 1940, malgré la guerre, il fait organiser la célébration du centenaire de la colonisation du pays, par la signature du traité de Waitangi le 6 février 1840. La guerre n'empêche pas non plus la tenue d'élections ; avec les Travaillistes, il remporte les élections de septembre 1943.
À la conférence de San Francisco d'avril à juin 1945, qui aboutit à la création de l'Organisation des Nations unies, il se présente comme un défenseur des intérêts des petits pays. Il s'oppose en vain à l'octroi d'un droit de véto aux grandes puissances au Conseil de sécurité de l'ONU, mais se forge une carrure d'homme d'État remarqué à l'international. En 1946, il est nommé compagnon de l'ordre des compagnons d'honneur, ordre britannique prestigieux.
Il remporte de justesse les élections de 1946, et se nomme ministre des Affaires indigènes dans son propre gouvernement. Il avait déjà établi une entente avec les principaux dirigeants maori, notamment Te Puea Herangi, qui reconnaissaient son intérêt pour le bien-être des Maori. Alors que ces derniers connaissent une urbanisation croissante après la guerre, il tente de faciliter leur insertion sociale et économique en milieu urbain.

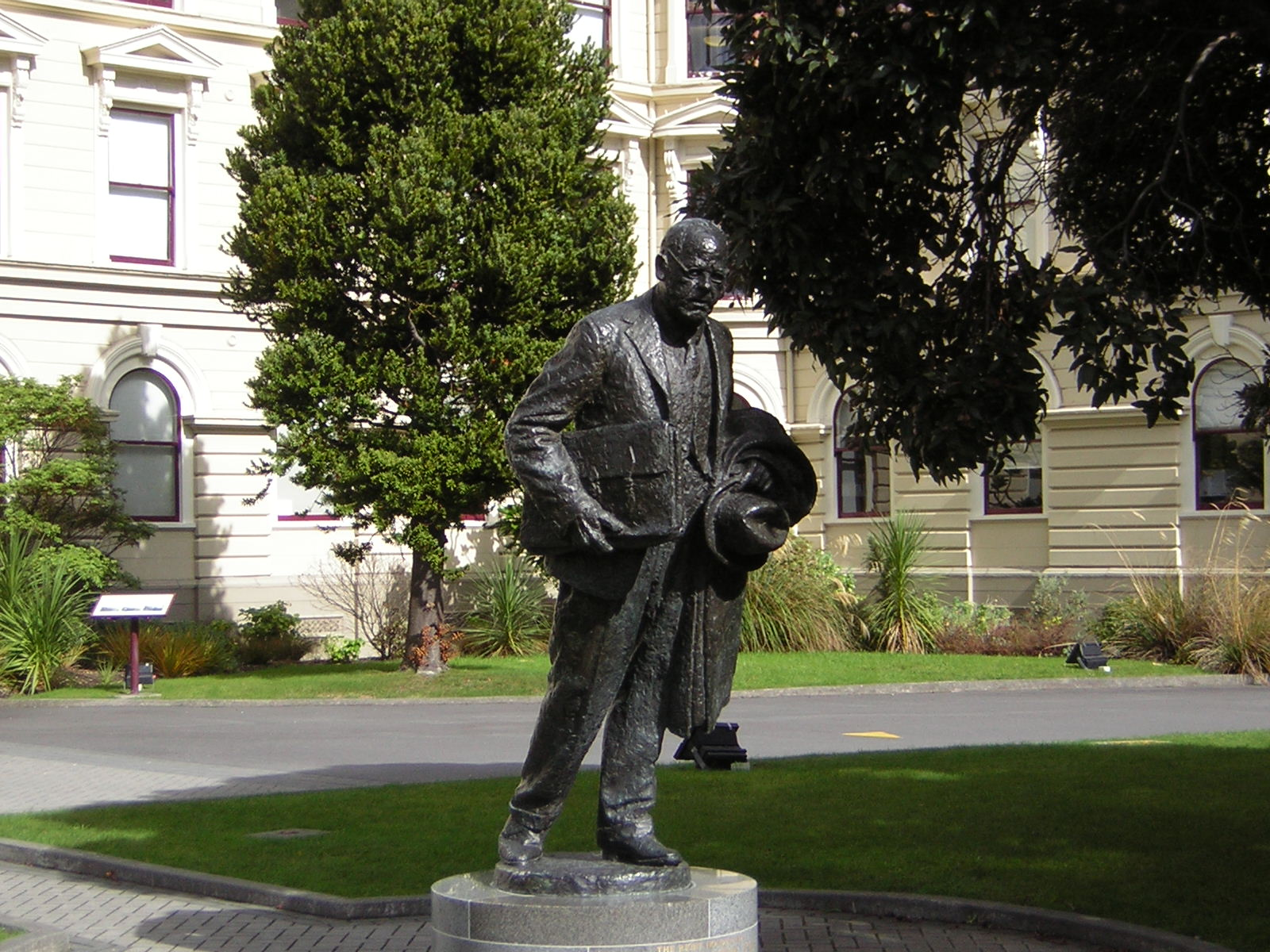
Statue de Peter Fraser à Wellington.

En 1947, c'est sous son gouvernement que la Nouvelle-Zélande ratifie enfin le Statut de Westminster, par lequel le gouvernement britannique en 1931 avait reconnu l'entière indépendance du pays et des autres dominions. 
Méfiant envers la direction américaine du bloc occidental à l'aube de la Guerre froide, il y range néanmoins son pays, et estime que la Nouvelle-Zélande doit développer sa capacité à participer à de nouveaux conflits militaires. Une nouvelle fois, il décide d'introduire la conscription, cette fois en temps de paix en vue d'un service militaire obligatoire. Il soumet la proposition à un référendum le 3 août 1949 ; elle est adoptée à 78 %, et appliquée. Cette mesure divise profondément le parti.
Les Travaillistes perdent les élections de décembre 1949, et Fraser devient chef de l'opposition, face au gouvernement libéral-conservateur de Sidney Holland. Fatigué et malade, il décède le 12 décembre 1950, cinq ans après son épouse.